# Wednesday 13
Джозеф Майкл Пул (англ. Joseph Michael Poole, нар. 12 серпня 1976) — американський співак та музикант, більш відомий за своїм псевдонімом Wednesday 13. Найбільшу популярність здобув після приєднання до гурту Murderdolls, перед цим грав у Maniac Spider Trash та Frankenstein Drag Queens from Planet 13. Після тимчасового розпаду Murderdolls в 2004 році, створив сольний проект Wednesday 13. Згодом паралельно Bourbon Crow і Gunfire 76.
Він є представником піджанру панк-року — горор-панку.